# Parafia św. Antoniego Padewskiego w Jaśle
Parafia św. Antoniego Padewskiego w Jaśle – parafia rzymskokatolicka z siedzibą w Jaśle, znajdująca się w diecezji rzeszowskiej w dekanacie jasielskim wschodnim.